# Oceanodroma
Oceanodroma fue un género de aves procelariformes de la familia de los paíños norteños (Hydrobatidae), que incluía quince especies de pequeñas aves marinas.
En 2021 la Unión Ornitológica Internacional, fusionó los géneros Oceanodroma e Hydrobates en un único género (Hydrobates) debido a que la familia era parafilética.
El nombre del género es la combinación de los términos griegos Ώκεανός (ōkeanós) «océano» y δρόμος (dromos) «corredor», en referencia a la costumbre de sus miembros de planear correteando sobre la superficie del mar para pescar.

## Taxonomía
Se reconocían 17 especies:
- Paíño rabihorcado (Hydrobates furcatus) (Gmelin, 1789)
- Paíño acollarado (Hydrobates hornbyi) (Gray GR, 1854)
- Paíño boreal (Hydrobates leucorhus) (Vieillot, 1818)
- Paíño de Swinhoe (Hydrobates monorhis) (Swinhoe, 1867)
- Paíño ceniciento (Hydrobates homochroa) (Coues, 1864)
- Paíño de Madeira (Hydrobates castro) (Hartcourt, 1851)
- Paíño de las Galápagos (Hydrobates tethys) (Bonaparte, 1852)
- Paíño negro (Oceanodroma melania) (Bonaparte, 1854)
- Paíño de Guadalupe (Oceanodroma macrodactyla) Bryant WE, 1887 †
- Paíño ahumado (Hydrobates markhami) (Salvin, 1883)
- Paíño de Matsudaira (Oceanodroma matsudairae) Kuroda, 1922
- Paíño de Tristam (Oceanodroma tristrami) Salvin, 1896
- Paíño menudo (Oceanodroma microsoma) (Coues, 1864) - en ocasiones situada en su propio género, como Halocyptena microsoma.[4]
- Paíño de Monteiro (Oceanodroma monteiroi) Bolton et al., 2008[5] - antigua subespecie de O. castro, elevada al rango de especie.
- Paíño de Cabo Verde (Hydrobates jabejabe) (Barboza du Bocage, 1875) - antigua subespecie de O. castro, elevada al rango de especie.
- Paíño de Townsend (Oceanodroma socorroensis) Townsend, CH, 1890 - antigua subespecie de O. leucorhoa, elevada al rango de especie.
- Paíño de Ainley (Oceanodroma cheimomnestes) Ainley, 1980 - antigua subespecie de O. leucorhoa, elevada al rango de especie.